# راسيل ديكر
راسيل ديكر (بالإنجليزية: Russ Decker)‏ هو سياسي أمريكي، ولد في 25 مايو 1953 بأثنز في الولايات المتحدة. حزبياً، نشط في الحزب الديمقراطي. وقد انتخب عضو مجلس ولاية ويسكونسن.